# 厚叶蛛毛苣苔
厚叶蛛毛苣苔（学名：Paraboea crassifolia）为苦苣苔科蛛毛苣苔属下的一个种。